# 巴拉拉姆波塔
巴拉拉姆波塔（Balaram Pota），是印度西孟加拉邦Haora县的一个城镇。总人口4488（2001年）。

## 人口
该地2001年总人口4488人，其中男性2317人，女性2171人；0—6岁人口621人，其中男304人，女317人；识字率70.99%，其中男性为76.78%，女性为64.81%。